# Denis Forest
Pour les articles homonymes, voir Forest.
Denis Forest est un acteur canadien né le 5 septembre 1960 à Ottawa (Canada), mort le 18 mars 2002 à Los Angeles (États-Unis).
Il connut en 1988 un énorme succès dans le film québécois La Grenouille et la Baleine.
Forest est décédé subitement des suites d'un grave accident vasculaire cérébral à Los Angeles le 18 mars 2002, après avoir dîné dans un restaurant de Franklin Avenue à Hollywood avec quelques amis.

## Filmographie
- 1983 : Strange Brew : Policeman
- 1985 : Head Office : Rich
- 1986 : The Climb
- 1987 : La Grenouille et la Baleine : Marcel
- 1987 : The Liberators (TV) : Brandt
- 1987 : La Course à la bombe ("Race for the Bomb") (feuilleton TV) : Klaus Fuchs
- 1987 : Ford: The Man and the Machine (TV) : Henry II
- 1988-1990 : War of the Worlds : Malzor
- 1989 : The Long Road Home : Michael Posen
- 1989 : Champagne Charlie (TV)
- 1990 : Destiny to Order : Heinrich
- 1991 : Wedlock de Lewis Teague : Puce
- 1993 : Cliffhanger : Traque au sommet (Cliffhanger) : Heldon
- 1994 : New Crime City : Wizard
- 1994 : Les Révoltés d'Attica (Against the Wall) (TV) : Denny
- 1994 : The Mask : Sweet Eddy
- 1996 : Where Truth Lies : Jonas Kellar
- 1996 : Andersonville (TV) : Mad Matthew
- 1996 : L'Effaceur (Eraser) : Technician
- 1997 : Last Stand at Saber River (TV) : Cornet
- 1997 : Dead Men Can't Dance : Dennis
- 1998 : Hidden Agenda : Christoph
- 1999 : La Tempête du siècle (Storm of the Century) (feuilleton TV) : Kirk Freeman
- 2002 : X-Files : Aux frontières du réel (Saison 9, épisode : La Prophétie) (TV) : Zeke Josepho
- 2003 : Alertes à la bombe (Detonator) (TV) : Steven Kerwin